# Dańdówka
Dańdówka to duża dzielnica Sosnowca, miejsce ulokowania Katowickiej Specjalnej Strefy Ekonomicznej – Podstrefy Sosnowiecko-Dąbrowskiej, Obszar Dańdówka.
Graniczy od północnego zachodu z Sielcem, od północnego wschodu z Klimontowem, od południowego wschodu z Niwką, a od zachodu z Dębową Górą.
Przecięta torowiskiem historycznej Kolei Iwangorodzko-Dąbrowskiej, posiadającym tutaj stację, jednak rzadko już używaną na tym odcinku. Wschodnim obrzeżem przepływa rzeka Bobrek, przy której przebiega droga ekspresowa S1 posiadająca wjazd w kierunku Warszawy.
W dzielnicy wyodrębnia się:
- Dańdówka (Stara)- rejon skrzyżowania ulic: 11 Listopada, Jedności, Daniłowskiego
- tzw. Alcatraz – osiedle przy ul. 11 Listopada, Rozjazdowa
- os. im. Mariana Maliny (Walcownia)
- Kamionka – rejon cmentarza przy ul. gen. W. Andersa
- os. im. Romualda Traugutta (dawna Szuwałówka)
- os. Robotnicze „Przyszłość” (Wrzosowa, Jodłowa)
- os. Kalinowa, w tym tzw. Nowe Osiedle
- Pastwiska (ul. Traugutta od rogu z Kalinową do rogu z Leopolda Okulickiego)
- Upadowa płn. część ul. Leopolda Okulickiego

## Historia
Miejscowość powstała w I połowie XVIII w., pierwotnie jako południowo-zachodni przysiółek Klimontowa. Z czasem zaczął się rozwijać w oparciu nie tylko o funkcje rolnicze, ale także górnicze. Na początku XIX w. powstała tu odkrywkowa kopalnia węgla (teren w rejonie działek, domu parafialnego i ul. Andersa), a także kopalnia glinki na północ od ul. Daniłowskiego. Kopalnia glinki związana była natomiast z hutą cynku, zamkniętą w II połowie XIX wieku, ale której budynek przetrwał do połowy XX wieku.
Na początku XX wieku powstała walcownia Renarda, a przy niej jedno z najlepiej zachowanych dziś osiedli patronackich w Zagłębiu Dąbrowskim – „Walcownia” (niem. „Walzwerk-Kolonie”). Do początków XX wieku zabudowany został rejon przy ulicach: Daniłowskiego, 11 Listopada, Jedności. Powstają liczne kolonie robotnicze. W latach 50. XX wieku powstawało osiedle przy ulicy Jodłowej i Wrzosowej.
- 15 stycznia 1952 r. - uruchomienie pierwszego połączenia tramwajowego ze Śródmieściem Sosnowca
- 1953 r. - przyłączenie miejscowości do Sosnowca

Od lat 70. XX wieku rozbudowywał się rejon ul. Kalinowej. Rozbudowa osiedla trwała tu do lat. 90. XX wieku. Nowe bloki powstały także w latach 70. i 80. na Walcowni, a w 80. i 90. XX wieku w centrum Dańdówki (m.in. tzw. Alcatraz). W latach 90. XX wieku wybudowano także nowe osiedle mieszkaniowe w ciągu ul. Wojska Polskiego, zagospodarowując konstrukcje niedokończonych wieżowców biurowych dawnej Huty Cedler. Huta Cedler jest w dzielnicy jednym z największych pracodawców.
W latach 60-70. XX wieku powstawały nowe zakłady pomiędzy ul. Niwecką a Wojska Polskiego – m.in. zakłady mleczarskie (obecnie Jogser), baza SPBP i inne. Przy ulicy Jedności na „starej” Dańdówce powstała tzw. fabryka domów, której pozostałości są widoczne także współcześnie.
W latach 90. na terenach starszej eksploatacji górniczej oraz upadłej tzw. fabryki domów przy ul. Jedności zorganizowana została nowa przestrzeń gospodarcza Dańdówki (Bitron, Nadwozia Partner, Plastic Components and Fuel Systems, Process Electronic, Caterpillar, Geiger Technik).
Ważnym punktem na mapie dzielnicy i miasta stał się również nowoczesny Wydział Farmacji Śląskiego Uniwersytetu Medycznego.
Aktywizowany jest także obszar na lewym brzegu Bobrka w rejonie tzw. Upadowej wybudowano w 2012 r. całkiem nową drogę do terenów inwestycyjnych na obszarze dawnej kopalni piasku (ul. Kujawska i jej przedłużenie).

## Komunikacja

### Kolejowa
Przez Dańdówkę przebiega Linia kolejowa nr 62 stanowiąca część historycznej Kolei Iwanogrodzko-Dąbrowskiej. Na jej trasie zlokalizowana jest tu stacja Sosnowiec Dańdówka, na której zatrzymują się pociągi relacji Katowice – Olkusz/Sędziszów/Kielce.

### Miejska
- tramwaje i autobusy na zlecenie ZTM

## Zabytki
1. System linii b-2 niemieckich schronów potocznie tzw.kochbunkrów oraz transzei - umocnień ziemnych z okresu II wojny światowej znajdujących się na terenach leśnych przy ul. Kalinowej i Bronowej.
2. Ruiny tzw. Prochowni w sąsiedztwie basenów przy ul. Kalinowej okres przed I wojną światową
3. Pozostałości dawnej cynkowni obecnie niewidoczne, znajdują się m.in. pod dzwonnicą przy kościele przy ul. 11 Listopada,
4. Osiedle patronackie przy ul. Traugutta i Wojska Polskiego zachowała się ponad połowa budynków. Wzdłuż ulicy Wojska Polskiego fragment najbardziej reprezentacyjny (aczkolwiek nieco zaniedbany) tzw. domów francuskich. Najwięcej budynków z omawianego kompleksu zburzono pomiędzy linią kolejową a ul. Traugutta oraz przy ul. Wojska Polskiego na obszarze dzisiejszego Parku przy ul. Kalinowej,
5. Dawny trakt komunikacyjny Niwka – Henryków (Huta) do Dąbrowy Górniczej (Huta Bankowa). Trakt (dziś m.in. ul. Wojska Polskiego i 11 Listopada) w pierwotnym trawersie; w podłożu pierwotne i późniejsze utwardzenie m.in. kostka klinkierowa. Trakt powstał w latach 30. XIX wieku.
6. Osiedle patronackie Walcowni Renard z pierwszego 10-lecia XX wieku – tzw. Walcownia. W większości zachowane. w latach 80. XX wieku częściowo zniszczono układ urbanistyczny osiedla. Wyburzono m.in. tzw. łaźnię vis-à-vis dzisiejszej szkoły.
7. Pozostałości dawnych biedaszybów na terenie Dańdówki w sąsiedztwie KSSE oraz w lesie przy ul. Kalinowa,
8. Zabytkowe domy przy ul. 11 Listopada, w tym część w ramach zabudowy patronackiej koniec XIX – początek XX wieku.
9. Budynek dawnej szkoły na rogu ulic Wojska Polskiego i Niwecka w stronę szkoły. Budynek z końca XIX w. – ceglano-kamienny. W późniejszym okresie podwyższony o 1 kondygnację.
10. Pojedyncze stare domy z początku XX wieku w rejonie ul. Daniłowskiego. W większości bez wartości architektonicznej.

## Inne obiekty i miejsca
- ArcelorMittal Poland S.A. Oddział Sosnowiec (dawna Huta Cedler)

Basen i park przy ul. Kalinowej
Strefa przemysłowa KSSE